# Fútbol femenino en España
Para más información, ver Fútbol en España.
El fútbol femenino en España no es uno de los poderes tradicionales del fútbol femenino, el deporte tiene pocos seguidores. Actualmente hay dos competiciones nacionales, la Liga y la Copa de la Reina, en la estructura de clubes semi-profesionales involucrados.

## Historia
Se registró que el fútbol femenino se jugaba ya en la década de 1910. Entre la década de 1930 y 1975, a las mujeres se les prohibió jugar al fútbol. Las mujeres no tenían una liga nacional hasta 1988. Entre 2009 y 2021, el número de jugadoras españolas federadas creció un 118 por ciento. En 2019, la FA española se comprometió a gastar $ 20 millones en desarrollo juvenil.

## Competencia nacional

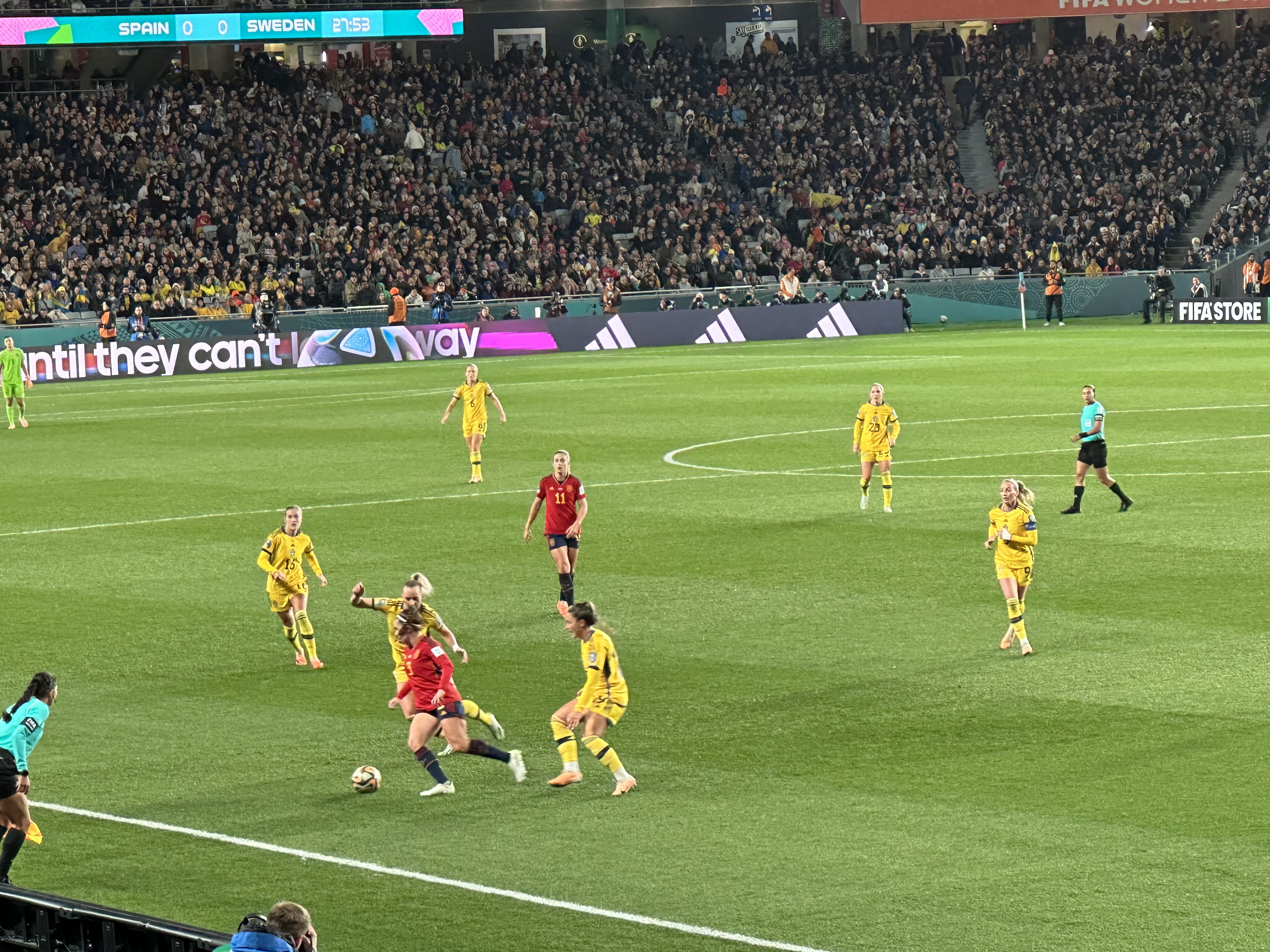
Copa Mundial Femenina de la FIFA 2023 - España contra Suecia.

Los primeros equipos y las primeras competiciones informales de fútbol femenino en España surgieron en la década de 1970, aunque no fueron reconocidos oficialmente por la Real Federación Española de Fútbol hasta 1980, con la fundación del Comité Nacional de Fútbol Femenino. La primera competición nacional oficial fue el Campeonato de España (Copa de la Reina), establecido en 1983. La liga nacional femenina comenzó a disputar la temporada 1988-89.
Primera División es la competencia nacional para jugadoras de fútbol en España.
Debajo de la Primera División, hay un segundo nivel llamado Segunda División, donde sus equipos se dividen en siete grupos.
Los niveles inferiores son administrados por las federaciones regionales.

## Selección nacional
La selección nacional femenina de fútbol de España se ha clasificado dos veces en la Copa Mundial Femenina de la FIFA y dos veces en el Campeonato Femenino de la UEFA. Su división juvenil ha tenido éxito en los últimos tiempos. La selección nacional de fútbol femenino sub-19 de España ganó el Campeonato Femenino Sub-19 de la UEFA en 2004. La selección nacional de fútbol sub-19 femenino de España ganó el Campeonato Femenino Sub-17 de la UEFA en 2010, 2011 y 2015, así como su tercer - Lugar en la Copa Mundial Femenina Sub-17 de la FIFA.

## Licencias de fútbol femenino por comunidades autónomas
| Posición | Nombre                 | Licencias 2013 | Licencias 2014 | Licencias 2015 | Licencias 2016 | Licencias 2017 | Licencias 2018 | Licencias 2019 | Licencias 2020 | Población potencial 1 de julio de 2020 (hab.) | Ratio    |
| -------- | ---------------------- | -------------- | -------------- | -------------- | -------------- | -------------- | -------------- | -------------- | -------------- | --------------------------------------------- | -------- |
| 1        | Cataluña               | 10 212         | 10 978         | 9 788          | 10 568         | 11 515         | 12 925         | 12 968         | 14 093         | 1 509 570                                     | 1:107,11 |
| 2        | País Vasco             | 2 927          | 2 946          | 2 946          | 2 932          | 11 413         | 11 050         | 11 916         | 12 739         | 380 960                                       | 1:29,91  |
| 3        | Andalucía              | 6 148          | 8 712          | 5 710          | 6 468          | 6 829          | 6 800          | 7 535          | 8 966          | 1 706 457                                     | 1:199,33 |
| 4        | Comunidad de Madrid    | 3 714          | 3 981          | 3 935          | 5 003          | 5 284          | 5 740          | 7 568          | 8 213          | 1 376 218                                     | 1:167,57 |
| 5        | Galicia                | 1 668          | 1 931          | 2 027          | 2 237          | 3 126          | 6 838          | 6 391          | 6 606          | 442 562                                       | 1:66,99  |
| 6        | Comunidad Valenciana   | 5 481          | 5 220          | 3 787          | 3 963          | 5 017          | 5 254          | 5 620          | 5 401          | 955 369                                       | 1:176,89 |
| 7        | Región de Murcia       | 903            | 1 024          | 941            | 996            | 3 024          | 2 490          | 3 342          | 3 412          | 314 654                                       | 1:92,22  |
| 8        | Canarias               | 1 534          | 1 774          | 1 699          | 1 782          | 2 282          | 2 207          | 2 687          | 2 885          | 451 570                                       | 1:156,52 |
| 9        | Castilla-La Mancha     | 1 140          | 1 216          | 2 052          | 2 061          | 2 381          | 2 295          | 2 533          | 2 748          | 393 421                                       | 1:143,17 |
| 10       | Aragón                 | 1 500          | 1 635          | 1 646          | 1 705          | 1 974          | 1 393          | 1 490          | 2 080          | 241 547                                       | 1:116,13 |
| 11       | Castilla y León        | 1 080          | 1 231          | 1 405          | 1 545          | 1 814          | 1 822          | 2 072          | 2 048          | 385 722                                       | 1:188,34 |
| 12       | Navarra                | 1 153          | 1 159          | 1 168          | 1 190          | 1 244          | 1 325          | 1 501          | 1 765          | 125 867                                       | 1:71,31  |
| 13       | Extremadura            | 1 698**        | 801            | 1 106          | 1 186          | 1 300          | 1 396          | 1 557          | 1 738          | 196 366                                       | 1:112,98 |
| 14       | Principado de Asturias | 347*           | 342*           | 388*           | 452*           | 634*           | 1 214          | 1 413          | 1 529          | 155 875                                       | 1:101,95 |
| 15       | Islas Baleares         | 843            | 895            | 767            | 796            | 1 024          | 888            | 1 123          | 1 290          | 253 408                                       | 1:196,44 |
| 16       | Cantabria              | 398            | 493            | 543            | 579            | 837            | 746            | 814            | 883            | 100 064                                       | 1:113,32 |
| 17       | La Rioja               | 267            | 274            | 290            | 301            | 396            | 395            | 445            | 480            | 57 980                                        | 1:120,79 |
| 18       | Melilla                | 211**          | 98             | 78             | 96             | 81             | 159            | 231            | 343            | 20 641                                        | 1:60,18  |
| 19       | Ceuta                  | 149            | 163            | 258            | 263            | 154            | 154            | 70             | 242            | 19 718                                        | 1:81,48  |
|          | TOTAL                  | 40.606         | 44.873         | 40.524         | 44.123         | 60.329         | 65.091         | 71.276         | 77.461         | 9.087.969                                     | 1:117,32 |

* Solo contabiliza las licencias femeninas de categoría absoluta 

** Suma de las licencias de los años 2012 y 2013 

Población potencial como el número de mujeres con edades comprendidas entre los 5 y los 40 años